# Am Hang (Roman)
Am Hang ist ein Roman des Schweizer Schriftstellers Markus Werner. In ihm treffen zwei Fremde mit unterschiedlicher Einstellung zum Leben und zur Liebe aufeinander. Während der Erzähler, ein junger Scheidungsanwalt, sein Junggesellendasein und rasch wechselnde Frauenbeziehungen preist, hält sein Gegenpart, ein Altphilologe, Schmähreden auf den Zeitgeist und verteidigt Liebe und eheliche Treue. Am Ende stellt sich heraus, dass beide mehr verbindet, als ursprünglich angenommen. Der Roman erschien im Juli 2004 beim S. Fischer Verlag und wurde von den Lesern wie von der Literaturkritik sehr positiv aufgenommen. Im Oktober 2013 kam eine Verfilmung von Markus Imboden in die Kinos.

## Inhalt
Thomas Clarin ist Mitte 30, Junggeselle und Rechtsanwalt, spezialisiert aufs Scheidungsrecht. Am Freitag vor Pfingsten fährt er in sein Ferienhaus im Tessin, um dort über das Wochenende eine Arbeit zur Geschichte des Schweizer Scheidungsrechts zu verfassen. Noch am selben Abend begegnet er auf der Restaurantterrasse des Hotels Bellevue in Montagnola einem Fremden, zu dem ihn in den nächsten zwei Tagen eine eigenartige Faszination hinziehen wird. Der Mann ist gut 15 Jahre älter als Clarin, Altphilologe und macht einen schweren, wuchtigen Eindruck, nicht nur was seinen Körperbau betrifft. Als er Clarins Namen vernimmt, zuckt er zusammen und gibt sich selbst als Thomas Loos aus.
Beim Wein kommen die beiden Männer ins Gespräch und offenbaren einander komplett entgegengesetzte Weltanschauungen. Während Clarin das Leben leicht nimmt, oder wie er bekundet, nicht schwerer als nötig, ist Loos verbittert und ergeht sich in Tiraden über den Zeitgeist vom Handy zur phosphoreszierenden Radlerhose bis zur Männerunterhose ohne Eingriff. Der rücksichtslosen Geschwindigkeit der Moderne, dem raschen Zursachekommen in allen Bereichen des Lebens hält er entgegen: „Allein das Zögern ist human.“ Wohlfeile Worthülsen über zwischenmenschliche Beziehungen von Investition bis Anforderungsprofil verursachen Loos einen Ausschlag auf seinem linken Unterarm, wie er Clarin auch demonstriert, als der von der „optimalen Genußreife“ einer reiferen Frau namens Valerie spricht, mit der Clarin eine rein auf die Sexualität beschränkte Beziehung verband.
Überhaupt haben beide Männer entgegengesetzte Auffassungen zu Liebe, Ehe und Treue. Clarin glaubt nicht an die Ehe, worin ihn sein Beruf als Scheidungsanwalt täglich bestärkt. Seinem Drang nach rasch wechselnden Frauenbeziehungen, jederzeit auch einen Ehebruch in Kauf nehmend, führt er auf die Unveränderbarkeit der menschlichen Gene zurück. Dagegen beharrt Loos darauf, dass ihm die Ehe eine Heimat gewesen sei. Er berichtet von der zwölfjährigen harmonischen Gemeinsamkeit mit seiner Frau Bettina, über deren abruptes Ende er bis heute nicht hinweggekommen ist. Auf Clarins Nachfragen berichtet Loos, seine Frau sei vor einem Jahr bei einem Badeunfall im nahe gelegenen Cademario gestorben. Im dortigen Kurhotel habe sie sich von einer Hirntumoroperation erholt. Auch Clarin fühlt sich bemüßigt, nun von Valerie zu erzählen, die zur gleichen Zeit wie Bettina im gleichen Kurhotel logiert haben muss. Ebenfalls vor einem Jahr trennte er sich in aller Nüchternheit von ihr, weil ihr Verhältnis zu ihm emotionaler und damit komplikationsreicher zu werden drohte. Loos’ Kommentare gegenüber Clarin werden immer bissiger und unterschwellig drohend, ohne dass dieser sie inhaltlich einzuordnen vermag. Clarin fühlt sich zunehmend unwohler in der Gegenwart des massigen Mannes, der ihn an beiden Abenden ihres Zusammenseins noch in sein Ferienhaus begleitet. In beiden Nächten schläft Clarin schlecht und wacht verkatert auf. An seine geplante Arbeit ist nicht zu denken.
Nach Loos’ plötzlicher Abreise am Pfingstsonntag beschließt Clarin dessen Geschichte zu recherchieren. Doch weder ist ein „Thomas Loos“ im Hotel Bellevue gemeldet, noch ist im Kurhotel dessen Frau Bettina oder ein tödlicher Badeunfall bekannt. Dort trifft Clarin allerdings auf Eva, eine mit Valerie befreundete Atemtherapeutin, mit der Clarin im Anschluss an Valerie eine kurze Affäre hatte. Erst sie offenbart Clarin die Zusammenhänge. Es habe im Hotel zur damaligen Zeit einen kleinen, unbedeutenden Badeunfall gegeben, doch diesen habe Valerie gehabt. Eva erzählt Clarin von Felix Bendel, Valeries Mann, der seine Frau über alle Maßen geliebt habe. Dennoch habe Valerie den momentanen Reiz des Seitensprungs mit Clarin genossen. Sie habe sich von Felix getrennt, dem sie ihren Betrug nicht zumuten wollte. Auch nach Clarins Trennung von ihr sei sie nicht zu ihm zurückgekehrt, habe es bis heute nicht verwunden, Felix verlassen zu haben, und lebe immer noch allein. Erst durch die Details, die Eva über Valerie zu berichten weiß, begreift Clarin nachträglich, wie ähnlich diese den Schilderungen von Loos’ Bettina ist. Alle Hinweise deuten darauf hin, dass Thomas Loos jener Felix Bendel war, der vor Clarin unter falschem Namen auftrat.
Zurück in seinem Ferienhaus kreisen Clarins Gedanken noch immer um Loos. Er kann sich nicht vom Eindruck befreien, dieser schleiche um das Haus, ob mit oder ohne Dolch. Clarin schreibt die Begegnung des Wochenendes nieder.

## Interpretation

### Duell der Lebenskonzepte
Laut Pia Reinacher stellte Markus Werner in seinem Roman in pädagogischer Absicht zwei Lebenskonzepte einander gegenüber: Clarin, die Karikatur eines oberflächlichen und modischen Schürzenjägers stehe für die Beziehungsarmut einer Generation, die gleichermaßen vom Fortschritt getrieben werde, wie sie dem Erfolg nachrenne und dabei an wachsender seelischer Verarmung leide. Loos hingegen, der Moralist, Kritiker des Zeitgeistes und Misanthrop verkörpere den enttäuschten Linken, der den Verfall gesellschaftlicher Normen beklage, sein überkommenes Weltbild selbst allerdings nur auf Kosten einer Selbsttäuschung und Lebenslüge – seinem heilen Eheleben – aufrechterhalten könne.
Martin Ebel sah die beiden Charaktere zwingend aufeinander bezogen: während Clarin etwas vom gewaltigen Gewicht Loos’ nehme, dessen barocke Kapuzinerpredigten erträglich mache, beschwere Loos umgekehrt Clarins unerträgliche Leichtigkeit des Seins, erde den zeitgeistigen Luftikus. Bereits der Titel beinhalte die Wernersche conditio humana: das Leben führe unaufhaltsam abwärts. Zwar vergönne es einem große Ausblicke wie jene im Hotel Bellevue, doch drohe jederzeit der Abrutsch, die Gefahr des Absturzes.

### Die Blindheit der Männer
Die beiden Sätze, die Clarin am Ende schreibt, wiederholen den Beginn des Romans: „Alles dreht sich. Und alles dreht sich um ihn.“ Damit bildet der Roman einen Zirkelschluss. Nicht nur formal beginnt er am Ende stets von Neuem, laut Oliver Sill spiegelt dies auch die Gedanken Clarins wider, der in seiner Sicht der Dinge befangen bleibt, und wie Sisyphos auf ewig verdammt bleibt, „den Stein des Zweifels und des Selbstzweifels den Berg hinaufzurollen.“
Den ganzen Roman hindurch blieb Clarin blind für die Zeichen anderer, was ihm sowohl von Eva wie von Loos bescheinigt wird: „Einen Dreck weiß er, murmelte Loos.“ Bis zum Schluss bleibt Clarin arglos dem Fremden gegenüber, dem er seine Liebesaffäre offenbart hat. Es passt nicht in Clarins Weltbild, dass sein Verhalten Folgen tragen könnte, an denen andere leiden. So verteidigt er sein positives Selbstbild trotz aller gegenteiligen Signale mit Verbissenheit. Doch nicht nur Clarin zeichnet sich durch Blindheit aus. Auch Loos war gegenüber seiner Frau „eine blinde Sau“. Immer wieder bricht durch seine Tiraden, dass er seiner Frau zwar ein liebevoller, Geborgenheit und Sicherheit bietender Ehemann gewesen ist, doch dass es ihm an der von Bettina ersehnten Spontaneität und Leidenschaft gemangelt hat, dass seine Liebe sie erdrückt hat. Bis heute versteht er nicht den Wunsch seiner Frau: „Sie habe sich, sagte sie, oft vergeblich gewünscht, von mir nicht immer verstanden zu werden.“
Die Frau selbst, um die die Erzählungen beider Männer sowie später auch Evas Bericht kreisen, Valerie alias Bettina tritt im Roman nicht auf. Sie bleibt ein Vexierbild in den Zeichnungen der Liebe des Ehemanns, der sexuellen Lust des Liebhabers, des Mitgefühls der Freundin.

## Rezeption
Am Hang wurde in den deutschsprachigen Feuilletons fast ausschließlich sehr positiv aufgenommen. Martin Ebel lobte: „Markus Werners neuer Roman ist wieder ein Wunder an Ökonomie, Sprachbewußtsein, Gestaltungskunst und Anspielungsreichtum“. „Wunderbar gelungen“ sei vor allem „die Balance der beiden Helden“. Ebel zog das Fazit: „Literatur von diesem Rang ist sehr selten“. Für Oliver Pfohlmann „erweist sich Werners Stil als effektvoll kalkulierte Form, die Banalität des Bösen, die hier verhandelt wird, zu bändigen“, und er fühlte sich an Dostojewski erinnert.
Gunhild Kübler las „einen meisterhaften Roman über die Launenhaftigkeit des menschlichen Herzens“, und sie rühmte besonders „Werners Sympathie-Regie, die Verständnis und Mitgefühl mit den Akteuren weckt und in der Schwebe hält.“ Aus Sicht Pia Reinachers hatte Markus Werner mit seinem neuesten Roman „einen neuen Gipfel erklommen […]. Die Verdichtung und Leichtigkeit, das Unergründliche und gleichzeitig Glasklare des Wernerschen Erzählstils übt eine magische Anziehung aus“, mit den Hauptfiguren „liebt und leidet man […] bis zur letzten Seite.“ Für Lothar Müller war der Dialog der beiden Protagonisten „ein nicht unkomischer essayistischer Parcours“, der am Ende in „Höchstspannung“ getrieben werde. Mit dem Roman könne „man trotz seiner gelegentlichen Überkonstruiertheit ein anregendes Wochenende verbringen“.
Oft wurde in den Rezensionen der Vergleich mit einem Kriminalroman gezogen. So arbeitete Am Hang für Helmut Böttiger „mit allen Mitteln des Krimis […]. Das Frappierende jedoch ist, dass es sich letztlich um überhaupt keinen Krimi handelt.“ In den „fulminanten Prosaetüden“ ließe sich „das Komische und das Existenzielle nicht voneinander trennen, es ist bis zur Unkenntlichkeit ineinander verwoben.“ Auch Nicole Henneberg las in dem Roman „Suspense“ und „kriminalistischen Furor“, „eine ungeheuerliche Geschichte von leidenschaftlicher Liebe und Todessehnsucht, die sich beklemmend langsam aufrollt“. Peter Mohr las ein „Kammerspiel in indirekter Rede“, das „sich vom zunächst sanft tröpfelnden erzählerischen Rinnsal in eine überschäumende literarische Brandung verwandelt.“
Eine der wenigen kritischen Stimmen gehörte Andreas Isenschmid, der sich beklagte: „Es gibt Bücher, die man zweimal lesen will – das ist der Glücksfall. Und es gibt Bücher, die man zweimal lesen muss“, wie dies bei Am Hang der Fall sei, „[u]m in den Vollgenuss dieser ex post zündenden Pointe zu kommen“, die Isenschmid trotz technischer Sorgfalt dann doch „eher als berggeborenes Mäuschen“ vorkam. Es bleibe „auch doppelsinniges Schwadronieren eben Schwadronieren.“ Ähnlich sah auch Andreas Nentwich im Roman „ein Planspiel, das erst bei der zweiten Lektüre, wenn sich sein ganzes Raffinement zu erkennen gibt, mit der Künstlichkeit eines Erzählens versöhnt, das eher zeitkritischen Reflexionen folgt als einem genuinen Erzählimpuls“. Dennoch zog er das Fazit, „die Verteidigung der Poesie […] ist Markus Werner virtuos gelungen.“
Für den Schweizer Paartherapeuten Klaus Heer ließ sich der Erfolg des Romans auch darauf zurückführen, dass Loos „wortreich das Lob der Treue singt“. Das Buch trage „die Züge unserer restaurativen Zeit“, in der man in wirtschaftlichen Krisenzeiten nach privater Harmonie suche. Allerdings platze mit Loos’ Geschichte am Ende auch „das Ideal der Treue […]. Was bleibt, ist Verunsicherung, das Glücksgefühl nach einem Leserausch und der Trost, dass man mit seinen Problemen nicht allein ist.“ Daher empfahl er den Roman auch „als psychologischen Ratgeber“.

## Ausgaben und weitere Veröffentlichungen
- Markus Werner: Am Hang. S. Fischer, Frankfurt am Main 2004, ISBN 3-10-091066-4.
- Markus Werner: Am Hang. Fischer Taschenbuch, Frankfurt am Main 2005, ISBN 3-596-16467-2. (Taschenbuchausgabe)
- Markus Werner: Am Hang. Gelesen von Hanspeter Müller-Drossaart. Der Audio Verlag, Berlin 2005, ISBN 3-89813-401-6. (Hörbuch)
- Bis zum September 2006 wurde die gebundene Ausgabe 122.000-mal verkauft, die Taschenbuchausgabe weitere 110.000-mal.[19]
- Der Roman wurde mehrfach für die Bühne adaptiert, so von Rainer Hofmann und Anina La Roche am Stadttheater Bern (Premiere am 19. Januar 2006),[20] von Henner Russius, Brigitta Soraperra und Daniel Rohr am Theater Stadelhofen in Zürich (Premiere am 27. Januar 2006),[21] sowie von Annette Frier am Kölner Theater im Bauturm (Premiere am 8. Februar 2008).[22]
- Der SWR produzierte 2006 ein Hörspiel nach einer Bearbeitung von Uta-Maria Heim. Unter der Regie von Eberhard Klasse sprachen Bruno Ganz, Ingo Hülsmann, Christiane Leuchtmann und Leslie Malton.[23]
- Im Oktober 2013 kam die Verfilmung Am Hang des Schweizer Regisseurs Markus Imboden in die Kinos. Die Hauptrollen spielten Henry Hübchen, Max Simonischek und Martina Gedeck.[24]